# Jörg Teuchert
Jörg Teuchert, född den 27 februari 1970 i Lauf an der Pegnitz i Tyskland, är en tysk roadracingförare.

## Roadracingkarriär
Teuchert var en toppförare i Supersport-VM mellan 1999 och 2001, då han dessutom vann VM-titeln 2000 i den jämnaste säsongen i seriens historia. Efter gradvis sämre resultat på den internationella scenen flyttade Teuchert hem till IDM, där han blev Superbike-mästare 2006.

## Supersport

### Segrar
| Nr | Bana         | År   |
| -- | ------------ | ---- |
| 1  | Albacete     | 1999 |
| 2  | A1-Ring      | 1999 |
| 3  | Sugo         | 2000 |
| 4  | Hockenheim   | 2000 |
| 5  | Misano       | 2001 |
| 6  | Brands Hatch | 2001 |